# 밀양 적용지
밀양 적용지(密陽 赤龍池)는 대한민국 경상남도 밀양시 무안면 연상리에 있는, 조선 전기 무신인 박곤(1370∼1454) 장군과 관련된 이야기가 전하는 연못이다. 1997년 12월 31일 경상남도의 기념물 제166호로 지정되었다.

## 개요
조선 전기 무신인 박곤(1370∼1454) 장군과 관련된 이야기가 전하는 연못이다. 경상남도 밀양시 무안면 연상리의 ‘어변당’이라는 박곤의 생가 근처에 있다.
박곤이 어렸을 때 어머니께서 물고기가 먹고 싶다고 하였으나 마침 겨울이라 고기 잡기가 어려웠는데, 이를 잘 알면서도 마을 앞 냇가로 나가 얼음을 깨고 낚시를 하여 대접하였다고 한다. 어린 박곤은 어머니께 계속해서 고기를 대접할 방법을 생각하던 중, 집 뜰에다 조그만 연못을 파고 고기를 길렀는데 그 연못에는 유별나게 비늘이 붉은 물고기가 크게 자라고 있었다. 하루는 꿈에 그 고기가 용이 되어 나타나 “그대의 효성이 지극하여 내가 상을 줄 터이니 소중히 간직하라.”는 말을 남겼는데, 꿈에서 깨어보니 머리맡에 붉은 비늘이 놓여 있었다고 한다.
그 뒤 박곤은 여러 벼슬을 거치면서도 백성 다스리기를 어머니 모시듯 어려워하였고 부하 관리들에게 모범을 보여서 가는 곳마다 그를 칭찬하는 말이 끊이지 않았다고 전한다.

## 참고 자료
- 밀양 적용지 - 국가유산청 국가유산포털